# Le Tremblay
Le Tremblay era una comuna francesa situada en el departamento de Maine y Loira, de la región de Países del Loira, que el 15 de diciembre de 2016 pasó a ser una comuna delegada de la comuna nueva de Ombrée-d'Anjou al fusionarse con las comunas de Chazé-Henry, Combrée, Grugé-l'Hôpital, La Chapelle-Hullin, La Previère, Noëllet, Pouancé, Saint-Michel-et-Chanveaux y Vergonnes.

## Demografía
| Gráfica de evolución demográfica de Le Tremblay entre 1800 y 2014 |
|                                                                   |

Los datos demográficos contemplados en este gráfico de la comuna de Le Tremblay se han cogido de 1800 a 1999 de la página francesa EHESS/Cassini, y los demás datos de la página del INSEE.